# 格利博喬克 (戈夏區)
50°29′55″N 26°43′23″E / 50.49861°N 26.72306°E
格利博喬克（烏克蘭語：Глибочок），是烏克蘭西北部的村莊，隸屬里夫內州的里夫內區。該村始建於1545年，面積0.78平方公里，海拔高度244米，2001年人口213，人口密度每平方公里272.7人。